# Aleksander Jerzy Narbut-Łuczyński
Aleksander Jerzy Narbut-Łuczyński, poljski general, * 28. februar 1890, Skierniewice, † 20. julij 1977, ZDA.